# Bam Adebayo
Edrice Femi „Bam” Adebayo  (ur. 18 lipca 1997 w Newark) – amerykański koszykarz, nigeryjskiego pochodzenia, występujący na pozycjach skrzydłowego lub środkowego, aktualnie zawodnik zespołu Miami Heat.
W 2016 został wybrany najlepszym zawodnikiem szkół średnich stanu Karolina Północna (North Carolina Gatorade Player of the Year, North Carolina Mr. Basketball). Został też zaliczony do III składu USA TODAY. Wystąpił również w dwóch spotkaniach gwiazd amerykańskich szkół średnich – Jordan Classic i McDonald’s All-American. W 2015 zdobył złoty medal podczas turnieju Adidas Nations, natomiast rok wcześniej srebrny podczas Nike Global Challenge, gdzie zaliczono go do I składu turnieju.
W sezonie 2019/2020 zajął drugie miejsce w głosowaniu na największy postęp sezonu NBA.

## Osiągnięcia
Stan na 12 sierpnia 2024, na podstawie, o ile nie zaznaczono inaczej.

### NCAA
- Uczestnik rozgrywek  Elite Eight turnieju NCAA (2017)
- Mistrz:
  - turnieju konferencji Southeastern (SEC – 2017)
  - sezonu regularnego SEC (2017)
- Zaliczony do: 
  - I składu:
    - najlepszych pierwszorocznych zawodników SEC (2017)
    - turnieju SEC (2017)

  - II składu SEC (2017)

### NBA
- Wicemistrz NBA (2020, 2023[4])
- Zaliczony do:
  - I składu defensywnego NBA (2024)[5]
  - II składu defensywnego NBA (2020[6], 2021[7], 2022[8], 2023[9])
- Uczestnik meczu gwiazd NBA (2020[10], 2023[11], 2024[12])
- Zwycięzca konkursu Skills Challenge (2020)[13]

### Reprezentacja
- Mistrz olimpijski (2020[14], 2024[15])

## Statystyki w NBA
Na podstawie basketball-reference.com, stan na koniec sezonu 2019/20

### Sezon Regularny
| Sezon   | Drużyna    | M   | S5  | MPG  | FG%   | 3P%   | FT%   | RPG  | APG | SPG | BPG | PPG  |
| ------- | ---------- | --- | --- | ---- | ----- | ----- | ----- | ---- | --- | --- | --- | ---- |
| 2017/18 | Miami Heat | 69  | 19  | 19,8 | 51,2% | 00,0% | 72,1% | 5,5  | 1,5 | 0,5 | 0,6 | 6,9  |
| 2018/19 | Miami Heat | 82  | 28  | 23,3 | 57,6% | 20,0% | 73,5% | 7,3  | 2,2 | 0,9 | 0,8 | 8,9  |
| 2019/20 | Miami Heat | 72  | 72  | 33,6 | 55,7% | 14,4% | 69,1% | 10,2 | 5,1 | 1,1 | 1,3 | 15,9 |
| Razem   |            | 223 | 119 | 25,6 | 55,3% | 13,9% | 71,0% | 7,7  | 2,9 | 0,8 | 0,9 | 10,5 |

### Play-Offy
| Sezon | Drużyna    | M  | S5 | MPG  | FG%   | 3P%   | FT%   | RPG  | APG | SPG | BPG | PPG  |
| ----- | ---------- | -- | -- | ---- | ----- | ----- | ----- | ---- | --- | --- | --- | ---- |
| 2018  | Miami Heat | 5  | 0  | 15,4 | 46,7% | 00,0% | 21,4% | 4,0  | 0,0 | 0,0 | 0,4 | 3,4  |
| 2020  | Miami Heat | 19 | 19 | 36,2 | 56,4% | 00,0% | 78,3% | 10,3 | 4,4 | 1,0 | 0,8 | 17,8 |
| Razem |            | 24 | 19 | 31,8 | 55,7% | 00,0% | 72,1% | 9,0  | 3,5 | 0,8 | 0,8 | 14,8 |